# 1138
| [ Edytuj tabelę ]          |                                                                            |
| Książę Polski              | - 1102 Bolesław Krzywousty 1138                                            |
| Książę Małopolski          | - 1138 Władysław II Wygnaniec 1146                                         |
| Książę Wielkopolski        | - 1138 Mieszko III Stary 1177                                              |
| Król Angkoru               | - 1113 Surjawarman II 1150                                                 |
| Król Anglii                | - 1135 Stefan z Blois 1154                                                 |
| Król Aragonii              | - 1137 Petronela Aragońska 1164                                            |
| Hrabia Barcelony           | - 1131 Rajmund Berengar IV Święty 1162                                     |
| Książę Bawarii             | - 1126 Henryk X Pyszny 1139                                                |
| Książę Burgundii           | - 1102 Hugo II 1143                                                        |
| Cesarz Bizancjum           | - 1118 Jan II Komnen 1143                                                  |
| Cesarz Chin                | - 1127 Song Gaozong 1162                                                   |
| Książę Czech               | - 1125 Sobiesław I 1140                                                    |
| Król Danii                 | - 1137 Eryk III Jagnię 1146                                                |
| Władca Egiptu              | - 1130 Al-Hafiz 1149                                                       |
| Król Francji               | - 1137 Ludwik VII Młody 1180                                               |
| Król Gruzji                | - 1125 Dymitr I 1156                                                       |
| Hrabia Holandii            | - 1121 Dirk VI 1157                                                        |
| Cesarz Japonii             | - 1123 Sutoku 1141                                                         |
| Kalif                      | - 1136 Al-Muqtafi 1160                                                     |
| Król Kastylii              | - 1126 Alfons VII 1157                                                     |
| Wielki książę Kijowa       | - 1132 Jaropełk II 1139                                                    |
| Patriarcha Konstantynopola | - 1134 Leon Styppes 1143                                                   |
| Władca Korei               | - 1122 Injong 1146                                                         |
| Państwo Almorawidów        | - 1106 Ali ibn Jusuf 1143                                                  |
| Król Nawarry               | - 1134 Garcia IV 1150                                                      |
| Król Norwegii              | - 1136 Inge I Garbaty 1161 - 1136 Sigurd II Gęba 1155                      |
| Książę Obodrzyców          | - 1131 Niklot 1160                                                         |
| Hrabia Palatynatu          | - 1129 Wilhelm z Ballenstadt 1139                                          |
| Papież                     | - 1130 Innocenty II 1143 - 1138 antypapież Wiktor IV (Gregorio Conti) 1138 |
| Hrabia Portugalii          | - 1112 Alfons I Zdobywca 1139                                              |
| Sułtan Rumu                | - 1116 Masud I 1156                                                        |
| Książę Rusi halickiej      | - 1124 Iwan I 1141                                                         |
| Książę Saksonii            | - 1127 Henryk II Pyszny 1138 - 1138 Albrecht Niedźwiedź 1142               |
| Sułtan Wielkich Seldżuków  | - 1118 Ahmad Sandżar 1157                                                  |
| Król Szkocji               | - 1124 Dawid I Szkocki 1153                                                |
| Król Szwecji               | - 1130 Swerker I Starszy 1156                                              |
| Doża Wenecji               | - 1130 Pietro Polani 1148                                                  |
| Król Węgier                | - 1131 Bela II Ślepy 1141                                                  |

Rok 1138 / MCXXXVIII
stulecia: XI wiek ~
XII wiek ~
XIII wiek

lata: 1128 «
1133 «
1134 «
1135 «
1136 «
1137 «
1138
» 1139
» 1140
» 1141
» 1142
» 1143
» 1148

## Wydarzenia w Polsce
- Na mocy testamentu księcia Bolesława Krzywoustego, Polskę podzielono na dzielnice przy jednoczesnym wprowadzeniu senioralnego systemu władzy.

## Wydarzenia na świecie
- 13 marca:
  - Konrad III został koronowany w Akwizgranie na króla Niemiec.
  - Wiktor IV został wybrany na antypapieża.
- 29 maja – antypapież Wiktor IV podporządkował się papieżowi Innocentemu II.
- 9 sierpnia – tragiczne w skutkach trzęsienie ziemi w Aleppo (Syria). Ok. 230 tys. ofiar.
- 22 sierpnia – wojna domowa w Anglii: Anglicy pokonali Szkotów w bitwie pod Northallerton.

## Urodzili się
- Kazimierz Sprawiedliwy, książę wiślicki, sandomierski i krakowski (zm. 1194).
- Saladyn, wódz i polityk muzułmański, sułtan Egiptu, założyciel dynastii Ajjubidów (ur. 1137 lub 1138, zm. 1193)

## Zmarli
- 13 stycznia - Szymon I Lotaryński, książę Lotaryngii (ur. ok. 1076)
- 25 stycznia - Anaklet II, antypapież (ur. ?)
- 11 luty - Wsiewołod I Mścisławicz Gabriel, książę nowogrodzki (ur. 1103)
- 13 października – Gerard z Clairvaux, francuski cysters, błogosławiony katolicki (ur. ?)
- 20 października - Henryk X Pyszny, książę Bawarii i Saksonii (ur. 1102 lub 1108)
- 28 października – Bolesław Krzywousty, książę Polski. Pochowany został w katedrze płockiej obok swego ojca Władysława Hermana (ur. 1086)